# Églises fernandines de Cordoue
Les églises fernandines de Cordoue sont un groupe de douze églises de style mudéjar situées à Cordoue, capitale de la province espagnole du même nom, dans la communauté autonome d'Andalousie. Elles ont été construites en pierre de taille et pas en briques comme les églises mudéjares de Tolède.

## Historique
Les douze églises fernandines (iglesias fernandinas en espagnol) ont été construites à Cordoue par le roi Ferdinand III de Castille (Fernando III) après la reconquête de la ville en 1236, en recourant à la main-d'œuvre des mudéjars, musulmans d'Espagne devenus sujets des royaumes chrétiens durant la Reconquista :
- église Saint-Nicolas de la Villa, calle Concepción
- église Saint-Nicolas de la Ajerquía, église disparue située jadis Paseo de la Ribera.
- église Saint-Michel, plaza de San Miguel
- église San Juan y Todos los Santos, calle Lope de Hoces
- église Santa Marina de Aguas Santas, plaza de Santa Marina
- église Saint-Augustin, plaza de San Agustín
- église Saint-André, calle Realejo
- église Saint-Laurent, plaza de San Lorenzo
- église Saint-Jacques, calle Agustín Moreno
- basilique Saint-Pierre, plaza de San Pedro.

Lieu dans lequel sont enterrés les saints martyrs de Cordoue ;
A été déclarée basilique mineure par le pape Benoît XVI en 2006.
- église de la Magdalena, Plaza de la Magdalena, dans le quartier de la Magdalena (Barrio de la Magdalena)
- église Saint-Paul, calle San Pablo.

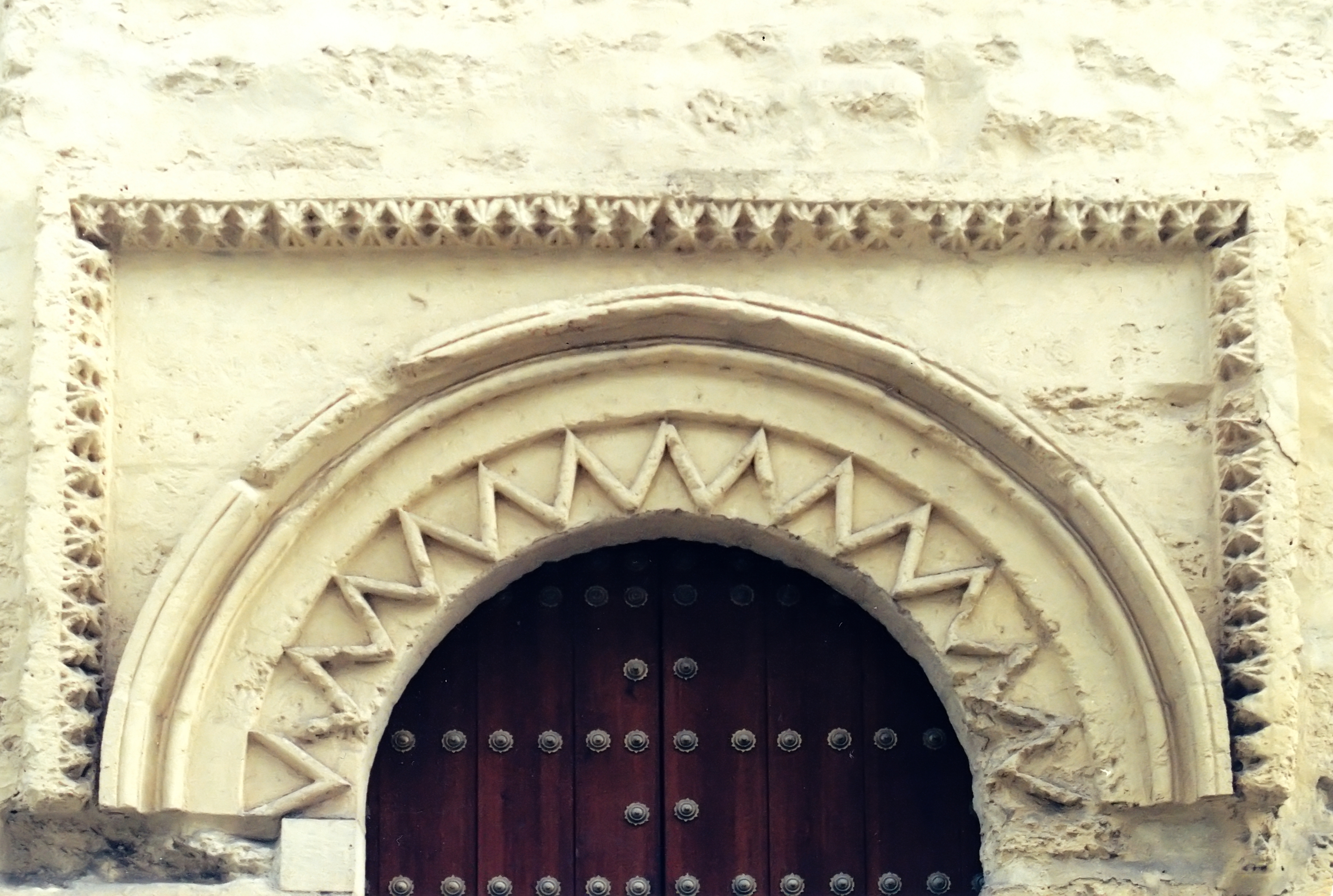
L'arc et l'alfiz du portail méridional de l'église de la Magdalena.
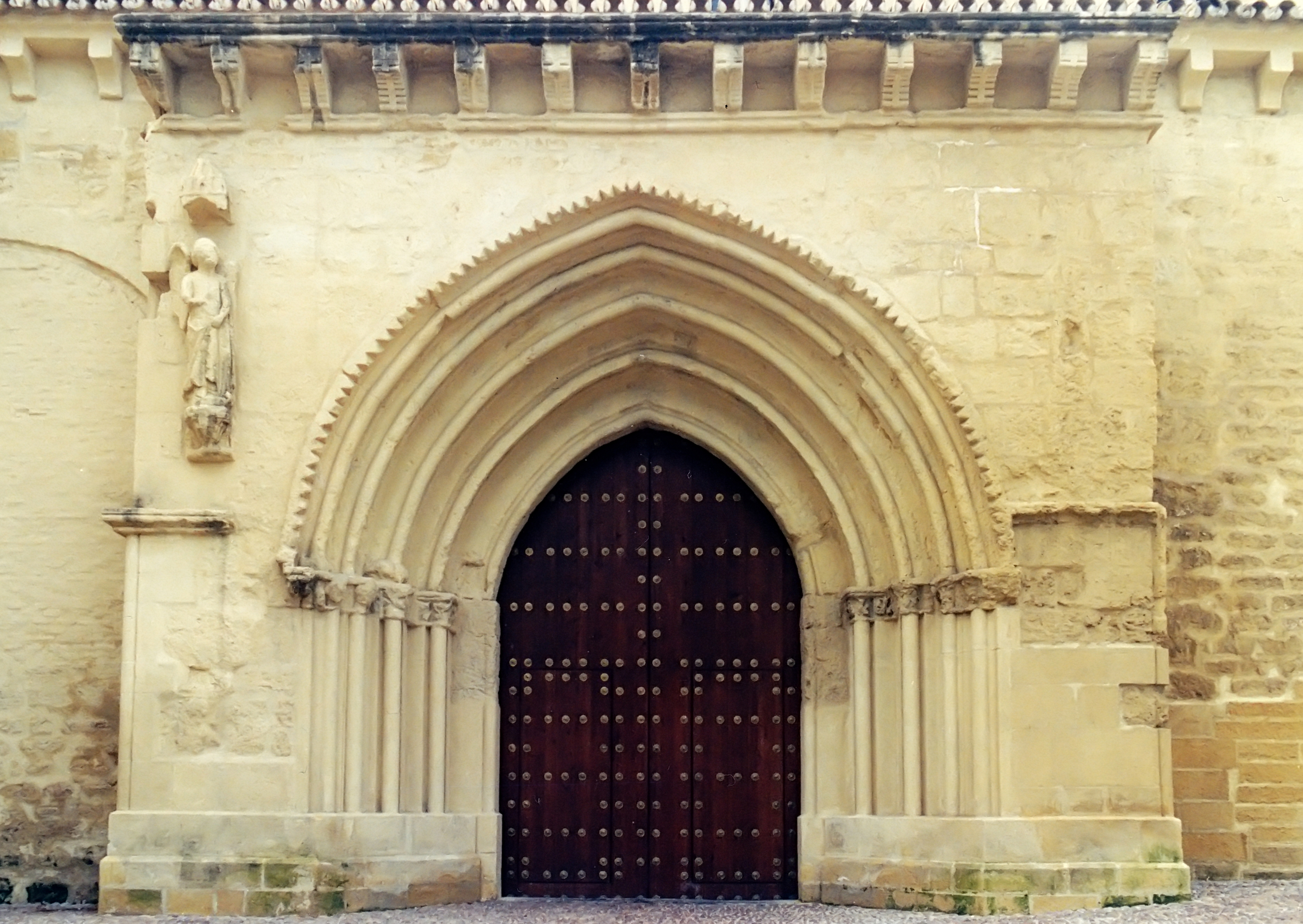
Le portail nord de l'église de la Magdalena.
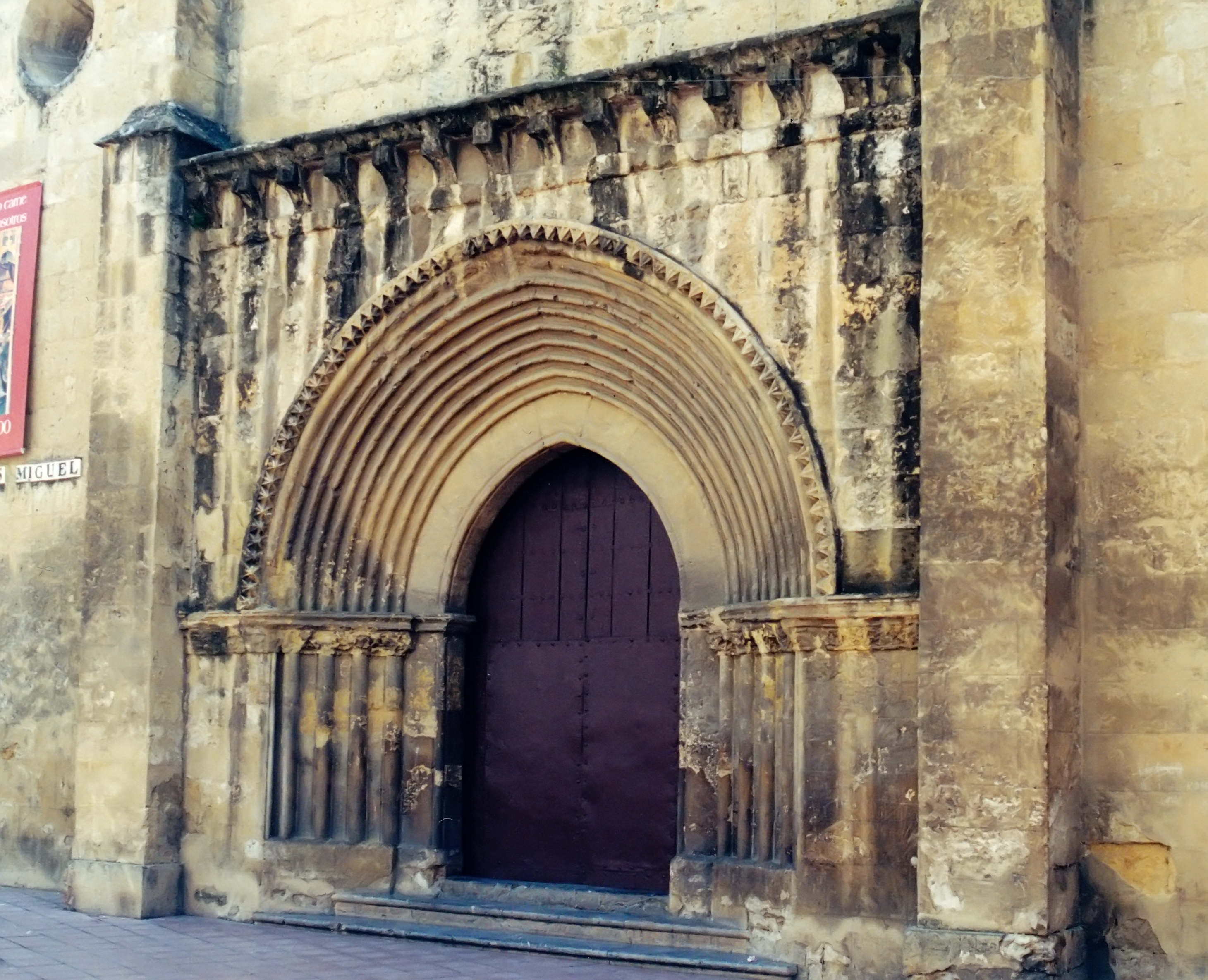
Portail de l'église Saint-Michel.

### Sources
- (es) Cet article est partiellement ou en totalité issu de l’article de Wikipédia en espagnol intitulé « Córdoba » (voir la liste des auteurs).